# فدراسیون اتحادیه‌های کارگری هلند
فدراسیون اتحادیه‌های کارگری هلند (به هلندی: Federatie Nederlandse Vakbeweging؛ به اختصار FNV اِف اِن ف) فدراسیون سندیکاهای کارگری هلند است.

## تاریخچه
اف‌ان‌ف در سال ۱۹۷۶ به عنوان فدراسیونی از اتحادیهٔ کاتولیک NKV و اتحادیهٔ سوسیال دموکرات NVV تأسیس شد.